# 長竹里
長竹里，為嘉義市東區的一個里，位於該區中央。

## 歷史
在日治時代大部份屬山子頂庄大圳，只有北端水源地新社區屬盧厝庄大圳，二戰後編為長竹里，由於清領末期及日治初期治安不寧，今大雅路兩旁環植刺竹以資防禦，因通往番路鄉，較長，稱為「長竹巷」。而小雅路通往蘭潭，較短，稱「短竹巷」，此地因有長竹巷，故命名為「長竹里」。

## 設施

### 學校
- 蘭潭國中
- 嘉華高中